# Willets Gut
Willets Gut (auch: Willetts Gut) ist ein so genannter ghaut (gut), ein ephemeres Gewässer ähnlich einer Fiumara, auf St. Kitts, im karibischen Inselstaat St. Kitts und Nevis.

## Geographie
Der Fluss ist eines der nördlichsten Gewässer von St. Kitts. Er entspringt in dem hügeligen Gebiet der Belmont Farm im Gebiet von Saint Paul Capisterre. Er verläuft nach Nordwesten und mündet bei Heldens in der Courpons Bay in den The Channel, die Meeresstraße des Karibischen Meeres zwischen St Kitts und Sint Eustatius.